# Jeanne d'Arc pleurant à la vue d'un Anglais blessé
Jeanne d'Arc pleurant à la vue d'un Anglais blessé est une sculpture réalisée par Marie d'Orléans en 1834.

## Caractéristiques
Cette sculpture en plâtre conservée au musée de Grenoble représente Jeanne d'Arc à cheval pleurant devant un soldat anglais blessé. Cet épisode de la ville de Jeanne d'Arc nous est révélé par la Chronique de la Pucelle de Guillaume de Cousinot. Marie d'Orléans choisit de représenter Jeanne d'Arc compatissant à la douleur d'un ennemi.
En 2014, la statue est prêtée au musée des beaux-arts de Lyon dans le cadre de l'exposition L'invention du passé. Histoires de cœur et d'épée en Europe, 1802-1850.